# حسن‌آباد (رودبارالموت شرقی)
حسن‌آباد روستایی با جمعیت کم طبیعت بکر در منطقه الموت شرقی می‌باشد.
زبان مردم این‌منطقه مازندرانی (طبری) می‌باشد
محصولات این روستا گیلاس گردو سیب گلابی لوبیا آلو
و تولیدات دامی و تولید عسل طبیعی می‌باشد.
منطقه حسن‌آباد از نظر موقعیت مکانی ۱۱۰ کیلومتر با قزوین و ۷۰ کیلومتر با شهسوار (استان مازندران) فاصله دارد.
وجود رودخانه با آب زلال و سرد، باغات سرسبز مردمانی مهربان از جاذبه‌های این روستای کوچک می‌باشد

## جمعیت
بر پایه سرشماری عمومی نفوس و مسکن در سال ۱۳۹۵ جمعیت این روستا ۳۸ نفر (۱۵خانوار) بوده‌است.